# Surdo
El surdo és un tambor cilíndric de grans dimensions i so profundament greu. Està típicament fet de fusta o metall i posseeix pells en ambdós costats.
Aquest tipus de tambor baix és tradicionalment usat en escoles de samba, tenint cada escola un terme mitjà de 25 a 35 unitats en la seua bateria. La seua funció principal en la samba és la marcació del tempo. Els surdos també poden trobar-se en bandes militars i generalment són utilitzats per a marcar el pols binari de la marxa, en conjunt amb el bombo i la caixa.
El nom surdo pot designar també al tom-tom més greu d'una bateria, o al goliat, que generalment queda donat suport sobre peus propis, al costat dret del bateria destre o a l'esquerre del bateria esquerrà.

## Origen
Per la falta de productes per poder fer tambors greus (els tambors de maracatu són molt amples i costa trobar un arbre de tal diàmetre, l'enginy de les persones amb pocs recursos va fer que trobessin una solució ràpida i creativa amb materials que tenien a ma com per exemple bidons de petroli.
Quan els van començar a utilitzar per fer-los servir com al que ara coneixem com a surdos, el barril de petroli buit era molt barat i només amb uns quants tensors, dos anelles grans i una pell de cabra, era més que suficient. A partir de la massificació d'aquest instrument reciclat ja ha aparegut una gran indústria que fabrica una quantitat molt elevada de surdos.
Altres instruments reciclats de bidons de petroli són els calipsos, el qual és la tapa del bidó amb un petit segment de costat que està ovalat a partir de martillament i es creen diverses regions amb diferents tons.

## Construcció
El surdo posseeix un cos cilíndric fet de fusta o metall. Les pells poden ser fetes de cuir natural de cabra o bou, o fins i tot sintètiques (plàstic). Són fixades al cos per anells d'acer galvanització o alumini. La tensió és realitzada per tirants d'acer tensionats a través de cargols i rosques. El diàmetre varia entre 40 cm i 75 cm. Els surdos de samba posseeixen una profunditat típica de 60 cm i els usats en samba-reggae són menys profunds (50 cm).

## Tipus
El conjunt dels surdos es pot dividir en Surdos Primera (o surdo), Surdo Segona (o contrasurdo) i Surdo Tercera (o cortador). La diferència entre cadascun d'ells és solament la mida i el ritme que interpreten i pot variar en funció de la distribució de cada grup, de manera que el mateix instrument utilitzat com a Surdo Primera en una agrupació pot ser utilitzat com a Surdo Segona en una altra.

### Surdo Primera
És el surdo més gran (greu) de la formació, juntament amb el Surdo Segona porta el pols o tempo de la composició, marcant els temps 1 i 3 de cada compàs.

### Surdo Segona
És el surdo amb una mida mitjana dins el conjunt. Marca els temps 2 i 4 de forma que s'alterna amb el Surdo Primera.

### Surdo Tercera
És el surdo més petit (agut) de la formació. Interpreta ritmes més complexos que els dos anteriors com a base de la cançó.